# 北村益
北村 益（きたむら ます、1869年1月13日〈明治元年12月1日〉 - 1951年〈昭和26年〉4月15日）は、日本の政治家。青森県八戸町、舘村の町長。

## 来歴・人物
三戸郡八戸町長横町で生まれる。1888年（明治21年）に小田為綱を招いて八戸義塾を立ち上げ、1889年（明治22年）に八戸青年会を設立する。
1901年（明治34年）に八戸消防団の組頭を務め、1905年（明治38年）4月に八戸新聞の社長に就任する。
1907年（明治40年）10月に八戸町長となり、1913年（大正2年）まで2期、1918年（大正7年）から1923年（大正12年）の2期の計4期八戸町長を務めた。1915年（大正4年）から1918年の間、舘村村長も務めている。また、1915年に青森県会議員選挙に三戸郡選挙区から立憲同志会公認で立候補して、当選した。1919年（大正8年）の選挙には立候補しなかった。
1923年2月に政界を引退。1929年（昭和4年）、八戸市発足に伴い、市長に推挙されたが、これを辞退した。
俳諧にも造詣が深く、「百仙洞古心」の俳号を持ち、政界引退後も俳諧活動は続けた。
神道無念流の免許皆伝であった。